# Aphanitoma
Aphanitoma é um gênero de gastrópodes pertencente à família Borsoniidae.

## Espécies
- Aphanitoma locardi Bavay, 1906
- Aphanitoma mariottinii Smriglio, Rufini & Martin Perez, 2001
- †Aphanitoma targioniana (D'Ancona, 1873)